# Cyphastrea
Cyphastrea es un género de corales que pertenece a la familia Merulinidae, dentro del grupo de los corales duros, orden Scleractinia. 
Son corales hermatípicos, constructores de arrecifes en aguas tropicales del océano Indo-Pacífico, desde la costa este africana hasta las islas de la Polinesia del Pacífico central.

## Taxonomía
Dados los avances científicos, que posibilitan, tanto la exploración y recolección de especies, como los análisis filogenéticos moleculares, o las imágenes proporcionadas por el microscopio electrónico de barrido, asistimos a una permanente reclasificación de los clados taxonómicos. Debido a ello, el género Cyphastrea ha estado enmarcado hasta hace muy poco tiempo en la familia Faviidae, siendo reclasificado por el Registro Mundial de Especies Marinas, sobre la base de recientes estudios, que lo asignan a la familia Merulinidae. No obstante, ni el Sistema Integrado de Información Taxonómica, ITIS, ni la Lista Roja de Especies Amenazadas de la UICN, han actualizado su taxonomía, manteniendo a Cyphastrea, hasta el momento, en la familia Faviidae.

## Especies
El Registro Mundial de Especies Marinas reconoce las siguientes especies en el género, siendo valoradas por la Lista Roja de Especies Amenazadas de la UICN:
- Cyphastrea agassizi (Vaughan, 1907) .  Estado: Vulnerable A4c
- Cyphastrea chalcidicum (Forskål, 1775).  Estado: Preocupación menor
- Cyphastrea decadia Moll & Best, 1984.  Estado: Preocupación menor
- Cyphastrea glomerata Nemenzo, 1988. Estado: No evaluada
- Cyphastrea hexasepta Veron, Turak & DeVantier, 2000.  Estado: Vulnerable A4c
- Cyphastrea japonica Yabe & Sugiyama, 1932.  Estado: Preocupación menor
- Cyphastrea kausti Bouwmeester & Benzoni, 2015. Estado: No evaluada
- Cyphastrea magna Benzoni & Arrigoni, 2017
- Cyphastrea microphthalma (Lamarck, 1816).  Estado: Preocupación menor
- Cyphastrea ocellina (Dana, 1846).  Estado: Vulnerable A4c
- Cyphastrea salae Baird, Hoogenboom & Huang, 2017
- Cyphastrea serailia (Forskål, 1775).  Estado: Preocupación menor
- Cyphastrea zhongjianensis Zou, 1980. Estado: No evaluada

- Cyphastrea emiliae Claereboudt, 2006 (nomen nudum)
- Cyphastrea pleiades (Ellis & Solander, 1786) (nomen dubium)

## Galería

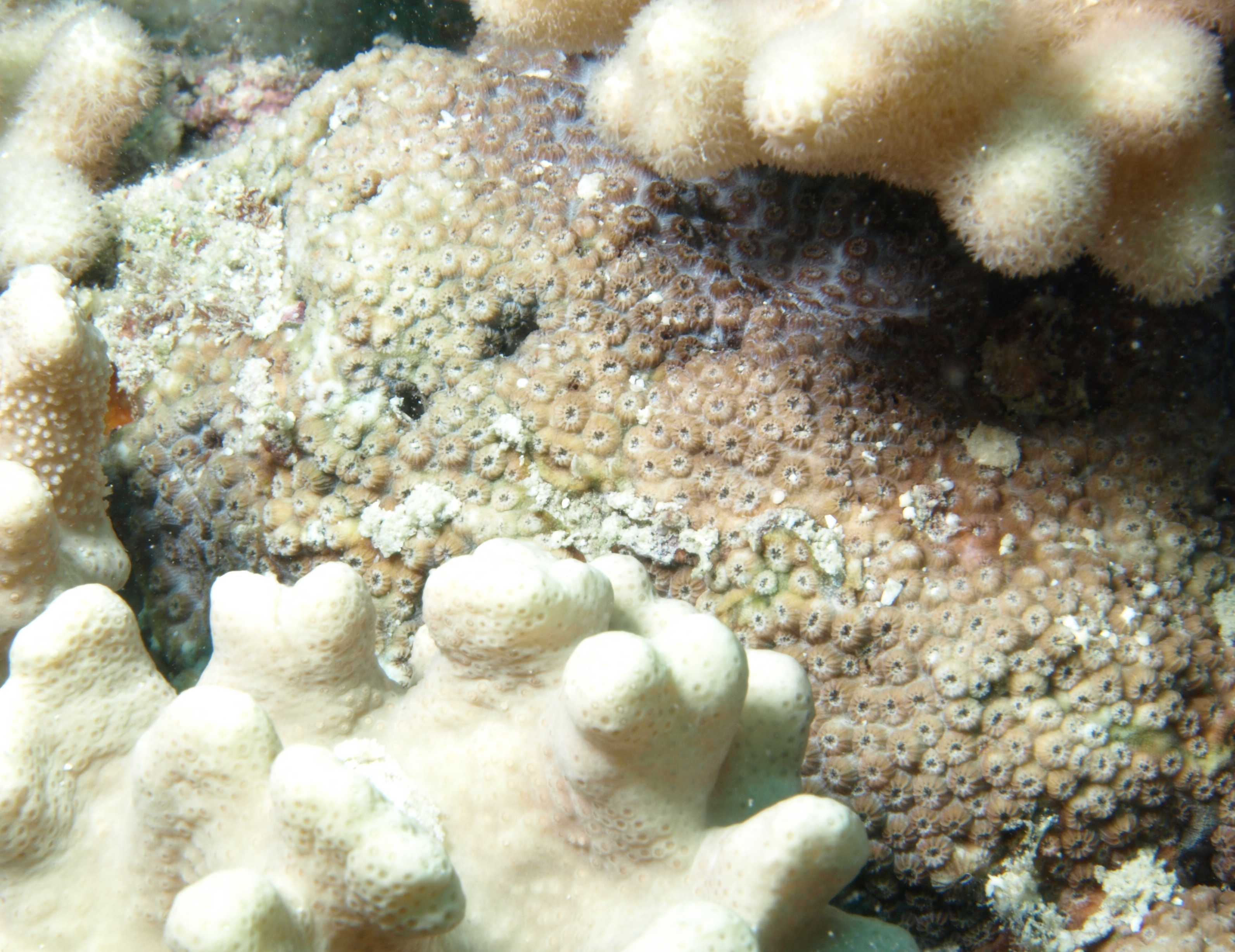
Cyphastrea chalcidicum en la isla Aureed, Estrecho de Torres, Australia
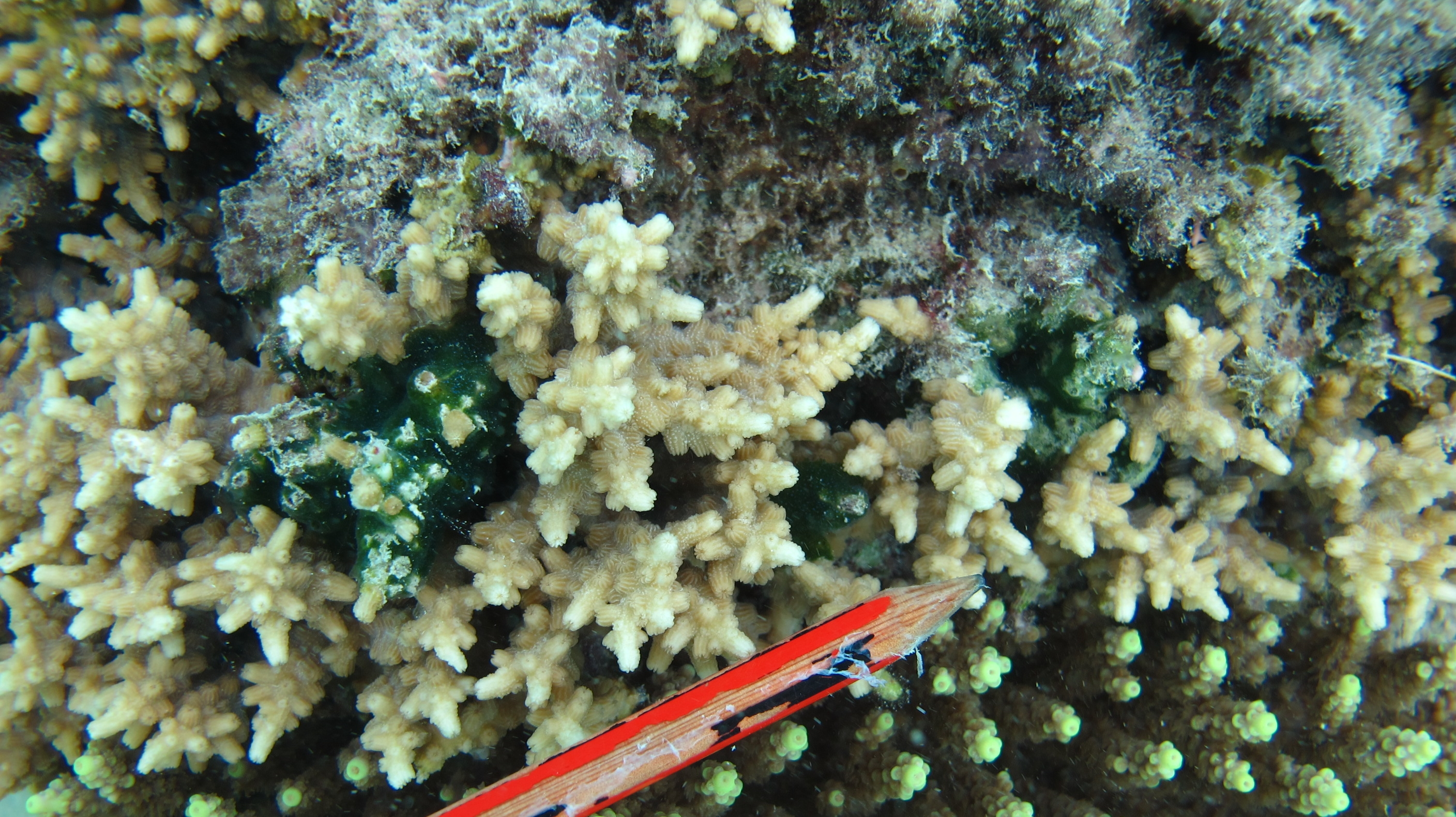
Cyphastrea decadia en isla Aureed
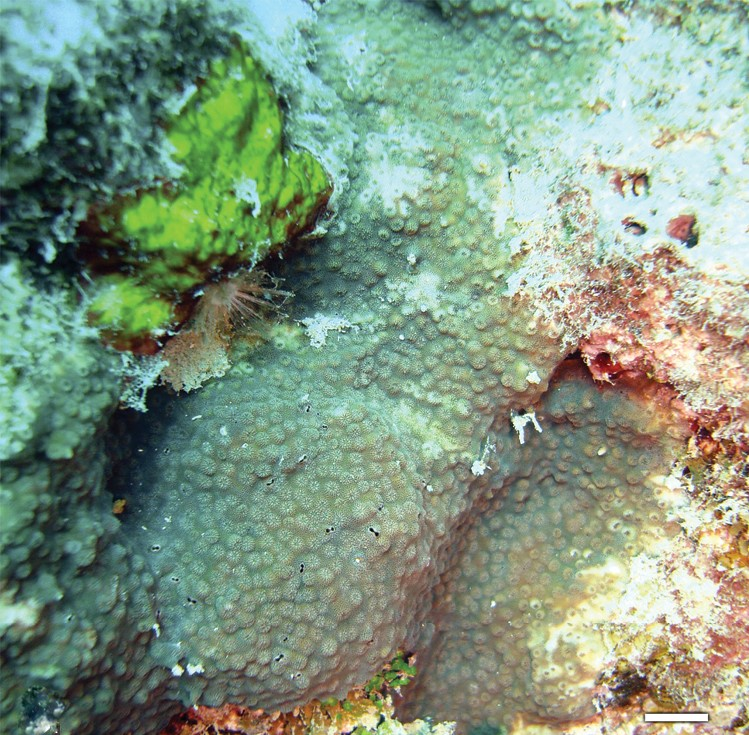
Cyphastrea kausti. Holotipo, colonia viviente. Mar Rojo.
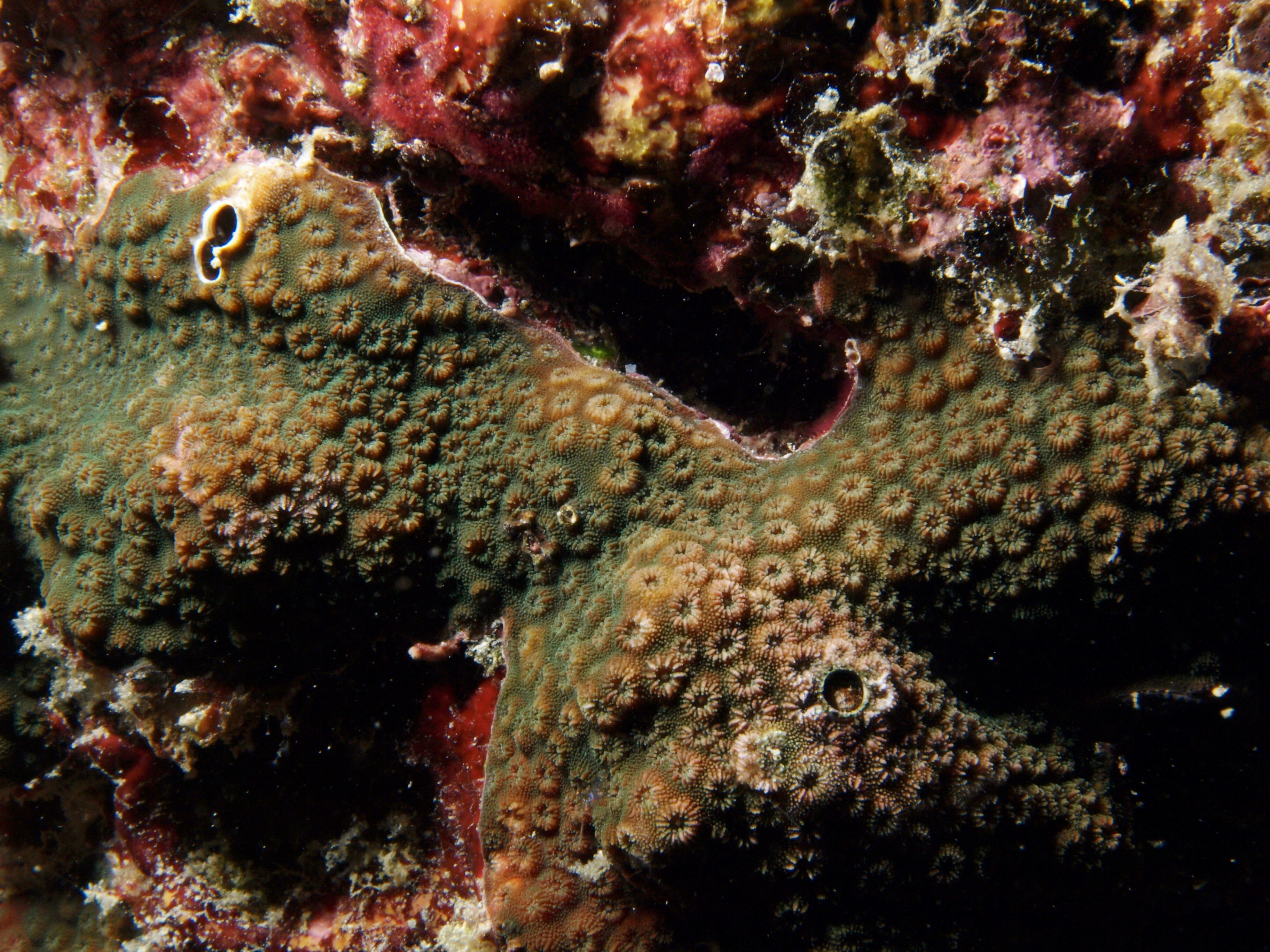
Cyphastrea microphthalma en isla Mer, Estrecho de Torres.
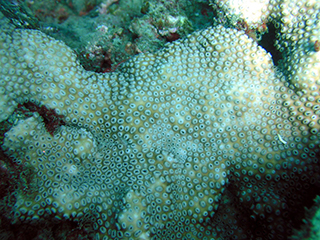
Cyphastrea ocelina en el Santuario Nacional Marino de Humpback Whale, Hawái.
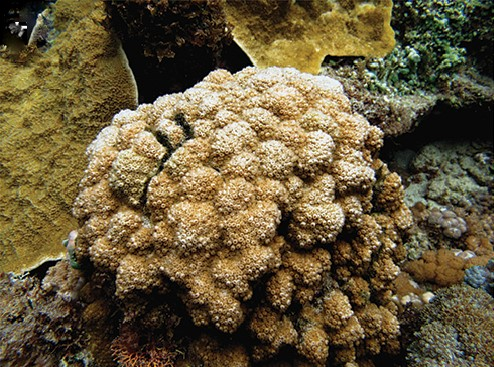
Cyphastrea salae, holotipo en isla Lord Howe, Australia.
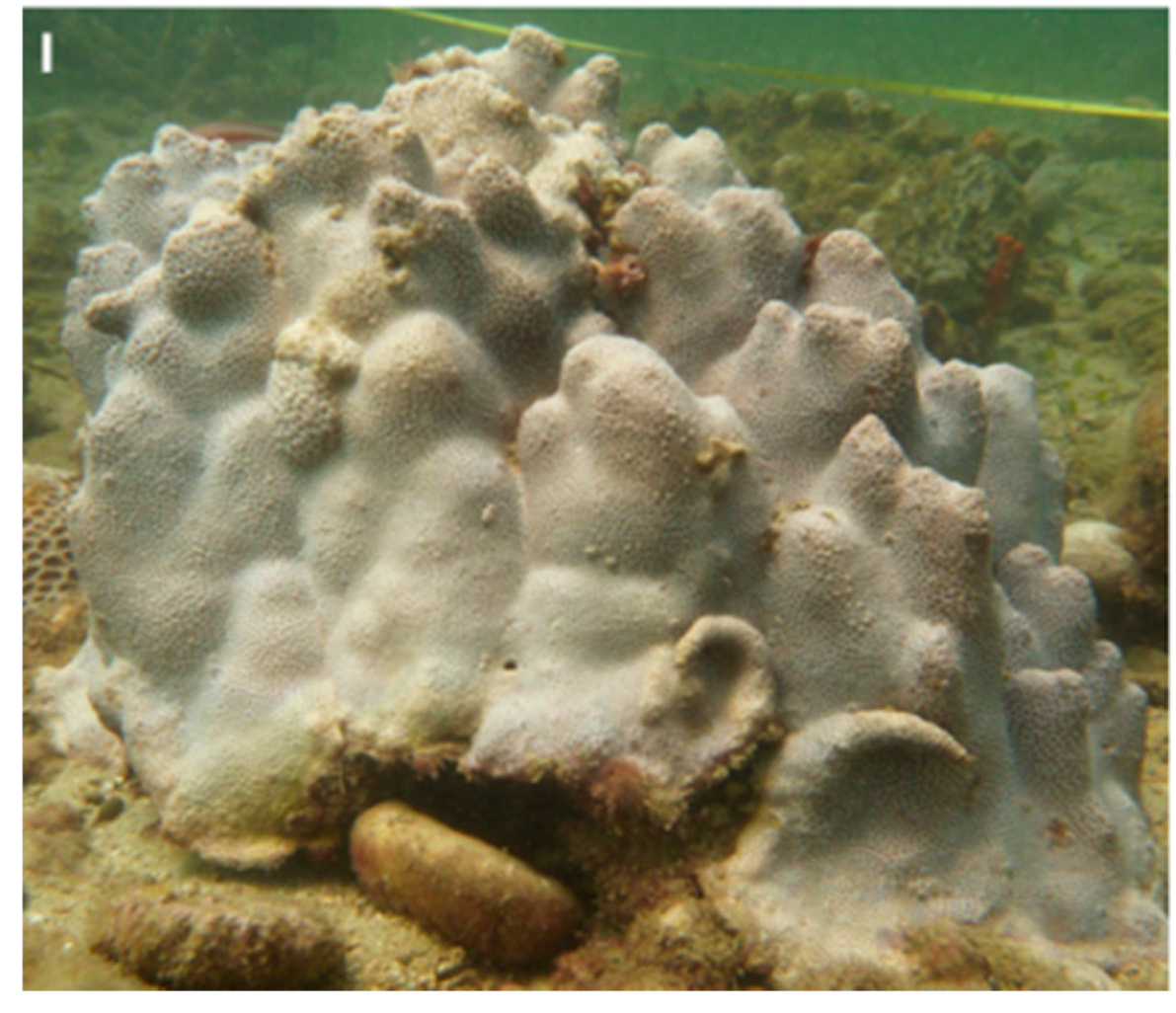
Cyphastrea serailia en Minden Reef, Australia.

- Especies reclasificadas por sinonimia:
- Cyphastrea aspera Quelch, 1886 aceptada como Cyphastrea microphthalma (Lamarck, 1816)
- Cyphastrea bottae Milne Edwards & Haime, 1849 aceptada como Leptastrea bottae (Milne Edwards & Haime, 1849)
- Cyphastrea brueggemanni Quelch, 1886 aceptada como Cyphastrea serailia (Forskål, 1775)
- Cyphastrea conferta Nemenzo, 1959 Cyphastrea serailia (Forskål, 1775)
- Cyphastrea danai Milne Edwards, 1857 aceptada como Cyphastrea serailia (Forskål, 1775)
- Cyphastrea gardineri Matthai, 1914 aceptada como Cyphastrea microphthalma (Lamarck, 1816)
- Cyphastrea serialis (Forskål, 1775) aceptada como Cyphastrea serailia (Forskål, 1775)
- Cyphastrea suvadivae Gardiner, 1904 aceptada como Cyphastrea serailia (Forskål, 1775)
- Cyphastrea tanabensis Yabe & Sugiyama, 1932 aceptada como Cyphastrea japonica Yabe & Sugiyama, 1932

## Morfología

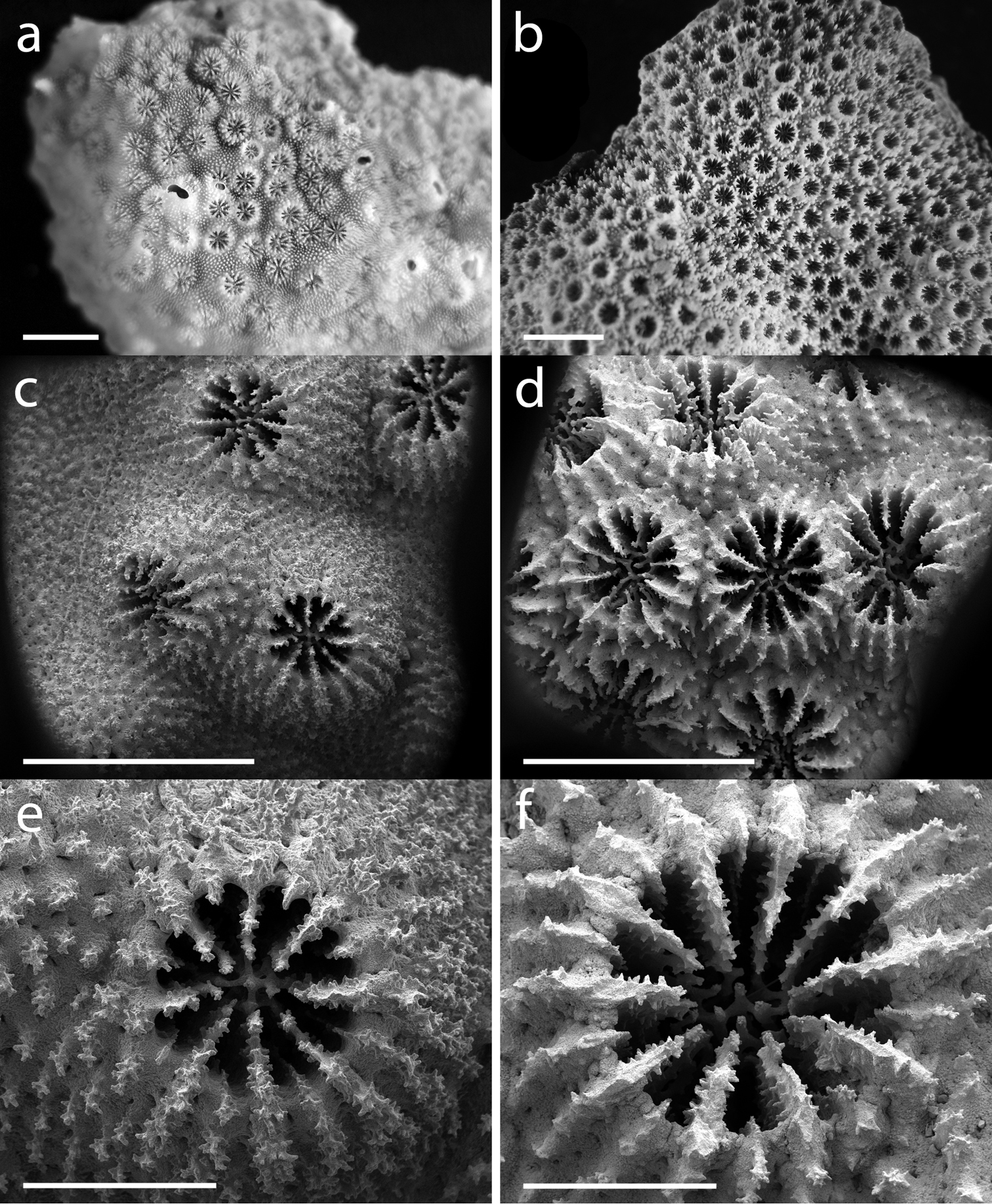
Cyphastrea kausti (a,c,e) y C. microphthalma (b,d,f), coralitos.

Todas las especies Cyphastrea, excepto C. japonica, que tiene forma arborescente, con coralitos axiales y radiales, forman colonias  masivas o incrustantes.
Los coralitos se disponen en forma plocoide sobre la superficie de la colonia, lo que significa que tienen sus propios muros, no fusionados con los coralitos contiguos, pero unidos a éstos por láminas llamadas costa. Los septo-costa son desiguales en grosor. El diámetro de los cálices es menor de 4 mm. Los septos se disponen hasta en tres ciclos (24-36 septos). Las paredes de los septos están granuladas. Tienen columnela trabecular pero compacta, amplio y granuloso coenesteum, o parte común del esqueleto colonial, y carece de septos abortivos. Los coralitos hijos se forman solamente por división extracalicular.
Los pólipos se extienden sólo durante la noche y tienen un círculo simple de tentáculos, que presentan unas células urticantes denominadas nematocistos, empleadas en la caza de presas del plancton.
La gama de colores en la naturaleza abarca el marrón, blanco, gris, verde, crema, o amarillo. Aunque varias de sus especies han producido variaciones en su coloración mediante técnicas de acuacultura, con contrastantes coloraciones entre los discos orales y el manto, introduciendo colores rojos, naranja, rosa, azul o púrpura.

## Hábitat y distribución
Viven en arrecifes localizados en los mares tropicales, en zonas cercanas a las costas. Mayoritariamente se encuentran en fondos planos, lagunas, laderas anteriores del arrecife y fondos blandos entre arrecifes.
Suelen encontrarse hasta los 40 metros de profundidad, aunque se reportan localizaciones hasta 725 m, y en un rango de temperatura entre 7.78 y 28.81 °C.
Se distribuyen ampliamente en el océano Indo-Pacífico, desde las costas orientales de África, incluyendo el mar Rojo y el golfo de Adén, hasta las islas de Polinesia y Hawái del Pacífico central, incluyendo las costas de Australia al sur, y Filipinas y Japón al norte.

## Alimentación
Contienen algas simbióticas; mutualistas (ambos organismos se benefician de la relación) llamadas zooxantelas. Las algas realizan la fotosíntesis produciendo oxígeno y azúcares, que son aprovechados por los pólipos, y se alimentan de los catabolitos del coral (especialmente fósforo y nitrógeno). Esto les proporciona entre el 70 y el 95% de sus necesidades alimenticias. El resto lo obtienen atrapando plancton y materia orgánica disuelta en el agua.

## Reproducción
Se reproducen asexualmente mediante gemación extratentacular, y sexualmente, lanzando al exterior sus células sexuales. En este tipo de reproducción, la mayoría de los corales liberan óvulos y espermatozoides al agua, siendo por tanto la fecundación externa.  Los huevos una vez en el exterior, permanecen a la deriva arrastrados por las corrientes varios días, más tarde se forma una larva plánula que cae al fondo, se adhiere a él y comienza su vida sésil, secretando carbonato cálcico para conformar un esqueleto, o coralito. Posteriormente, los pólipos se reproducen por gemación, dando origen a la colonia.